# Michael Staksrud
Michael Staksrud (ur. 2 czerwca 1908 w Tingelstad, zm. 10 listopada 1940 w Gjersjøen) – norweski łyżwiarz szybki, wielokrotny medalista mistrzostw świata i Europy.

## Kariera
Pierwszy medal w karierze Michael Staksrud zdobył w 1929 roku, kiedy zajął trzecie miejsce na mistrzostwach świata w wieloboju w Oslo. W zawodach tych wyprzedzili go jedynie Clas Thunberg z Finlandii oraz kolejny Norweg, Ivar Ballangrud. Staksrud zajął tam pierwsze miejsce na dystansie 10 000 m, drugie na 5000 m, trzecie na 1500 m oraz piąte w biegu na 500 m. Na rozgrywanych rok później mistrzostwach świata w Oslo zdobył złoty medal, wygrywając dwa z czterech biegów. Najlepszy był na 1500 i 5000 m, w biegu na 10 000 m był drugi za Ballangrudem, a w biegu na 500 m zajął piąte miejsce. Zarówno na mistrzostwach świata w Lake Placid w 1932 roku, jak i rozgrywanych rok później mistrzostwach świata w Trondheim zajmował drugie miejsce. W obu przypadkach nie wygrał na żadnym dystansie. Kolejny medal zdobył na mistrzostwach świata w Oslo w 1935 roku, gdzie sięgnął po złoto. Wygrał tam biegi na 5000 i 10 000 m, a w biegach na 500 i 1500 m zajmował trzecie miejsce. W punktacji końcowej wyraźnie wyprzedził drugiego zawodnika, Ivara Ballangruda. Zwyciężył również na mistrzostwach świata w Oslo w 1937 roku, choć nie wygrał żadnego biegu. Na 500 m najlepszy był Georg Krog, na 1500 m wygrał Hans Engnestangen, a na 5000 i 10 000 m zwyciężył Austriak Max Stiepl. Staksrud był drugi w biegach na 1500 i 5000 m, a na dystansach 500 m i 10 000 m był trzeci. Te równe występy wystarczyły, by wyraźnie wyprzedzić Birgera Waseniusa z Finlandii, który zajął ostatecznie drugie miejsce.
Zdobył również trzy medale na mistrzostwach kontynentu. Pierwszy raz na podium zawodów tego cyklu stanął w 1930 roku, zajmując drugie miejsce na mistrzostwach Europy w Trondheim. Rozdzielił tam na podium Ballangruda i Thorsteina Stenbeka. Zajął tam drugie miejsce na 1500 m, trzecie na 500 m i 10 000 m oraz piąte na dystansie 5000 m. Cztery lata później, podczas mistrzostw Europy w Hamar był najlepszy. Stanął na podium we wszystkich czterech biegach: wygrał na 1500 m, był drugi na 500 i 5000 m, a w biegu na 10 000 m był trzeci. Złoto przywiózł również z mistrzostw Europy w Davos w 1937 roku. Wygrał tam na wszystkich dystansach, oprócz biegu na 500 m, w którym najlepszy był Hans Engnestangen.
W 1928 roku wystartował na igrzyskach olimpijskich w Sankt Moritz, gdzie w swoim jedynym starcie, biegu na 5000 m, zajął siódmą pozycję. Na rozgrywanych cztery lata później igrzyskach w Lake Placid w żadnym ze swych startów nie zakwalifikował się do finału. Brał również udział w igrzyskach olimpijskich w Garmisch-Partenkirchen w 1936 roku, gdzie zajął dziewiąte miejsce w biegu na 5000 m i dziesiąte na dwukrotnie dłuższym dystansie.
Ponadto w latach 1932 i 1934 zdobywał mistrzostwo Norwegii w wieloboju.
Ustanowił dwa rekordy świata.
Staksrud zginął w niewyjaśnionych okolicznościach 10 listopada 1940 roku. Jego zwłoki znaleziono w jeziorze Gjersjøen. Jego rodzina kolaborowała z Niemcami, którzy okupowali wtedy Norwegię. Jego starszy brat, Paul, członek nazistowskiej partii Norwegii został zastrzelony w 1945 roku.